# Mutarrotación
La mutarrotación se refiere al cambio en rotación óptica que acompaña a la epimerización. En la química de los azúcares este término se refiere habitualmente a la epimerización del átomo de carbono hemiacetal.1
En la estructura cíclica de la glucosa el carbono 1 se vuelve quiral, y se llama carbono anomérico (carbono hemiacetálico). Se distinguen dos anómeros según la disposición del grupo hidroxilo: en los monosacáridos de la serie D (comparados con el gliceraldehido), el grupo hidroxilo queda en posición axial (hacia abajo en la representación plana) en el anómero alfa y en posición ecuatorial (hacia arriba en la representación plana) en el anómero beta. 
Las formas alfa y beta de la glucosa son diastereoisómeros, de modo que tienen propiedades físicas diferentes. Entre estas, la rotación óptica.
Cuando la D-glucosa se cristaliza a partir de etanol, sufre un proceso de ciclación dando lugar a α-D-glucopiranosa con punto de fusión de 146 °C y [α]D +112,2º. Si cristalizamos D-glucosa a partir de una mezcla de etanol-agua, esta se cicla dando β-D-glucopiranosa, con punto de fusión entre 148 y 155 °C y  [α]D +18,7º. 
A pesar de su fácil interconversión en disolución, las formas alfa y beta de los carbohidratos son capaces de existir de forma independiente, pudiendo ser aisladas  muchas como sólidos cristalinos en forma pura. Ambas formas en estado sólido no se interconvierten, siendo estables indefinidamente. Cabe señalar que para medir estas rotaciones ópticas, procedemos a la medición inmediata tras la disolución de cada uno de ellos en agua. 
Cuando se deja en reposo, la rotación óptica de la  disolución que contiene el isómero α disminuye desde 112,2º a +52,5º; la rotación de la disolución del isómero β aumenta desde +18,7º al mismo valor de +52,5º. Este fenómeno es la mutarrotación, en la que el anillo de pirano (estructura del monómero) se puede abrir para formar un aldehído acíclico (que representa un intermediario del proceso) mediante una reacción química (forma abierta); éste se cierra resultando en la forma alfa o beta, obteniendo al final una mezcla en equilibrio aunque hayamos partido de sólo la forma alfa o beta.

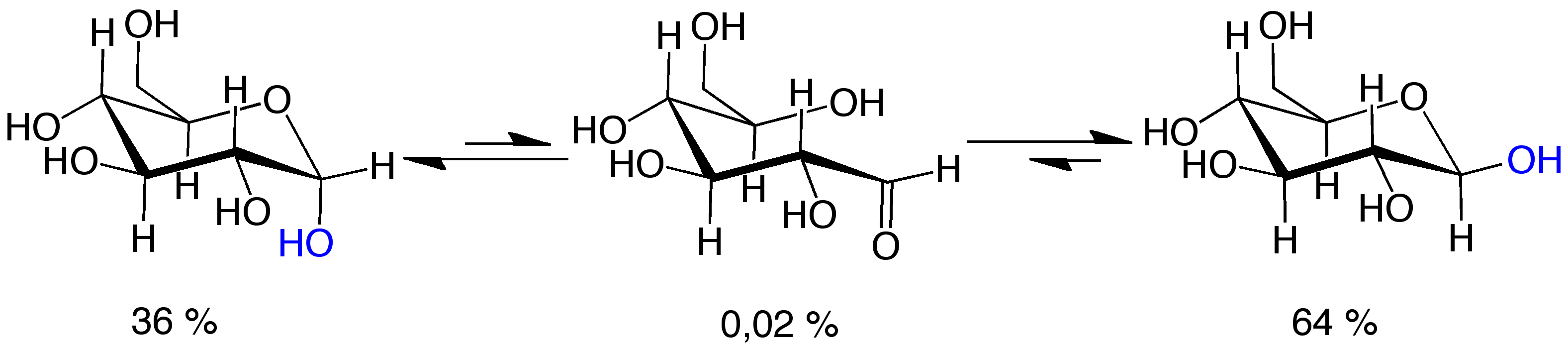
Mutarrotación entre las formas alfa y beta de la glucosa

La distribución entre las formas anoméricas alfa y beta en el equilibrio se calcula a partir de las rotaciones ópticas de los isómeros puros y de la rotación óptica final de la disolución, y se determina que es 36 % y 64 % a una temperatura de 25 °C. En el equilibrio sólo están presentes en cantidades significativas las formas de piranosa de la D-glucosa debido a que la forma abierta de la glucosa representa un 0,02 %, un valor tan pequeño que es despreciable.